# Etelredo I
Etelredo I de Wessex (en inglés antiguo: Æþelræd; 840-871) fue el cuarto de los hijos varones –6 en total– de Ethelwulfo, rey de Wessex, y de su primera esposa, Osburga. Durante todo su reinado tuvo que luchar contra los daneses, apoyado por su hermano menor, Alfredo, viéndose envuelto en batallas una tras otra.

## Ascensión al trono
Al morir su hermano, el rey Ethelberto, en el otoño de 865, le sucede en el trono de Wessex y de Kent. 

## Matrimonio y descendencia
La esposa de Etelredo se llamó probablemente Wulfrida. Una carta se refiere a ella como Wulfthryth regina ("reina Wulfrida"). En Wessex del siglo IX era raro que a la esposa del rey se le diera el título de reina, y solo se tiene certeza del uso de dicho tratamiento con Judit de Francia, segunda esposa de Ethelwulfo. Los historiadoras Barbara Yorke y Pauline Stafford además de Prosopography of Anglo-Saxon England dicen que, dado el tratamiento que recibe, era la reina consorte de Etelredo. Podría haber sido la hija o la hermana del «ealdorman» Wulfhere de Wiltshire, quien pierde sus tierras acusado de deserción por el rey Alfredo «el Grande». Sin embargo, Sean Miller en su artículo sobre Etelredo para el Oxford Dictionary of National Biography no la menciona. Simon Keynes y Michael Lapidge en las notas de la edición de 1983 de Alfred the Great: Asser's Life of King Alfred & Other Contemporary Sources se refieren a ella como la «misteriosa "Wulfthryth regina"», aunque posteriormente Keynes dice que posiblemente fue la esposa del rey Etelredo.
Etelredo tuvo dos hijos conocidos, Ethelhelm y Aethelwold. Ethelwold disputa el trono con Eduardo «el Viejo» después de la muerte de Alfredo en 899. Entre los descendientes de Etelredo figuran Ethelweard, historiador del siglo X, y Ethelnoth, arzobispo de Canterbury durante el siglo XI.

## Reinado
Ethelredo I no fue capaz de impedir el aumento de las incursiones danesas que devastaron Inglaterra.
El 4 de enero de 871, Ethelredo sufrió una derrota aplastante en la batalla de Reading, a pesar de que los daneses tuvieron una victoria pírrica.
Sin embargo, poco después de este traspié, Ethelredo reformó su ejército a tiempo para ganar una victoria contundente en la batalla de Ashdown. No obstante, había sufrido otra derrota el 22 de enero en la batalla de Basing.
Finalmente murió tras la batalla de Marton el 23 de abril de 871 a los 31 años de edad. 
Está enterrado en la iglesia de Wimborne, Dorset. 
Después de su muerte, su popularidad se disparó considerándosele un santo, pero nunca fue canonizado.
Le sucedió su hermano el rey Alfredo el Grande.